# Brunswick Records
Pour les articles homonymes, voir Brunswick.
Brunswick Records est un label discographique américain. Il est fondé par la firme Brunswick-Balke-Collender Co. en 1916. Après la Grande Dépression, le label connaît plusieurs propriétaires successifs et est finalement racheté par Decca. À partir des années 1950, son catalogue s'oriente vers le rhythm and blues. Nat Tarnopol (en), l'agent du chanteur Jackie Wilson prend le contrôle de Brunswick en 1970 et en fait un label indépendant.

## Histoire

### Fondation

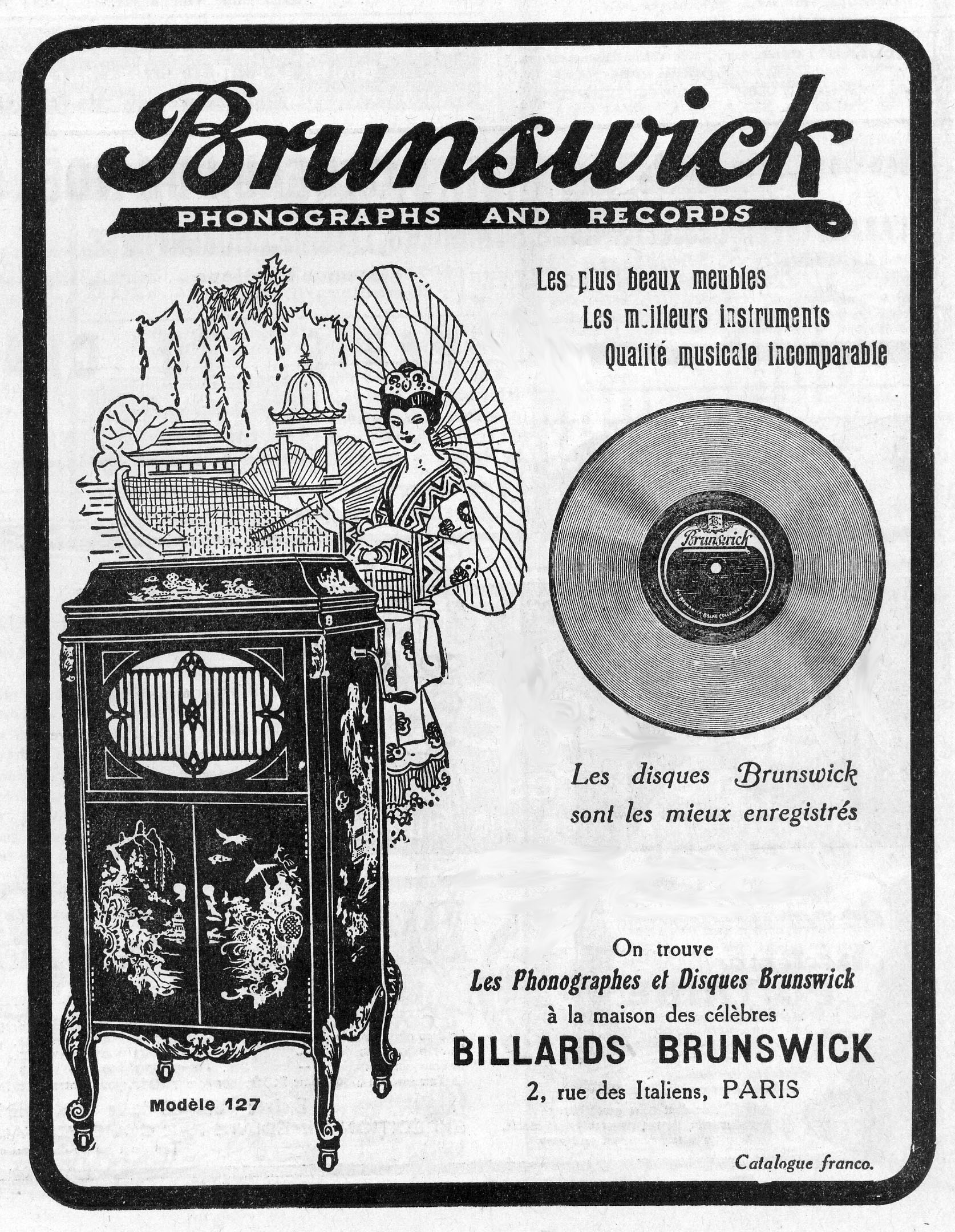
Publicité de 1923 pour les phonographes et les disques Brunswick.

La compagnie Brunswick-Balke-Collender Co., qui fabrique notamment des pianos mécaniques et des phonographes , fonde le label discographique Brunswick Records en 1916. Les premiers disques que la société produit, utilisent le système de coupe verticale (Edison Disc Record (en) utilise alors la même technique), et ne sont pas distribués en grand nombre. Ils sont enregistrés aux États-Unis mais vendus uniquement au Canada.
En 1920, Brunswick Records adopte le système de gravure latérale qui devient alors la norme pour la production de disques 78 tours, et commence à distribuer sa production aux États-Unis et au Canada.
La plupart des artistes pionniers de la musique enregistrée ont travaillé pour plusieurs labels, mais Brunswick Records a rapidement signé des contrats d'exclusivité avec des orchestres de danse comme Isham Jones and his orchestra, The Oriole Orchestra,  Abe Lyman (en)'s California Ambassador Hotel Orchestra, Ray Miller (en), des chanteurs populaires comme Marion Harris, The Brox Sisters, des interprètes de musique classique tels que Michael Bohnen, Karin Branzell (en), Mario Chamlee (en), Giuseppe Danise (en), Claire Dux (en), Florence Easton, Marie Morrisey, Tino Pattiera, Friedrich Schorr, John Charles Thomas (en), et des instrumentistes tels que Leopold Godowsky, Josef Hofmann, Bronisław Huberman, Maria Ivogün, Giacomo Lauri-Volpi, Elly Ney, Elisabeth Rethberg, Max Rosen, Sigrid Onégin, Willem Willeke. 
La société acquiert Vocalion Records en novembre 1924, et crée une division produisant des disques destinés au public afro-américain, appelés « race records (en) ». Elle est confiée à Jack Kapp (en). Brunswick connaît le succès grâce à des chanteurs comme Bing Crosby et Al Jolson, dont certains titres se vendent à plus d'un million d'exemplaires. Le label signe également des orchestres populaires, comme ceux d'Isham Jones et Guy Lombardo.

### Rachat et renaissance

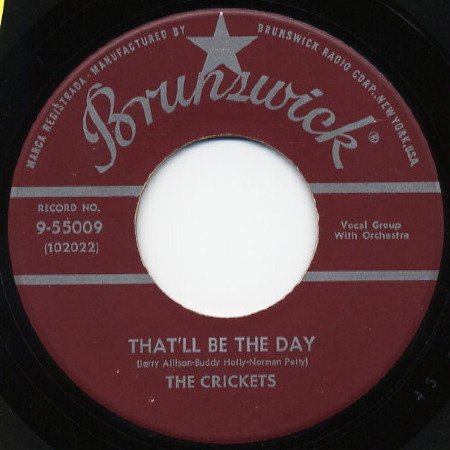
That'll Be the Day par Buddy Holly and The Crickets, édité par Brunswick en 1957.

Touché par la Grande Dépression, Brunswick-Balke-Collender Co. vend le label à Warner Bros. en 1930. American Record Corporation (ARC) l'acquiert à son tour l'année suivante. En 1938, ARC est acheté par CBS, qui met un terme à l'activité de Brunswick Records. Celle-ci reprend après le rachat du label par Decca. À partir des années 1950, Brunswick édite de nouvelles références. Le catalogue comprend des disques de rhythm and blues et de rock 'n' roll, interprétés par des artistes comme Jackie Wilson et Buddy Holly and The Crickets.
En 1960, l'agent de Wilson, Nat Tarnopol (en), prend la direction du label. Il signe des artistes de rhythm and blues originaires de Chicago, entre autres The Chi-Lites et Barbara Acklin. Wilson renouvelle son contrat avec Brunswick en 1964, l'accord permet à Tarnopol de prendre le contrôle de 50 % du label. Brunswick lance sa filiale Dakar Records en 1967. Elle est dirigée par Carl Davis (en) et popularise des artistes comme Tyrone Davis. Brunswick emploie des producteurs et des arrangeurs comme Willie Henderson (en), qui travaille notamment sur le hit Can I Change My Mind, de Tyrone Davis. Sorti en 1968, le disque se vend à 1,5 million d'exemplaires. Tarnopol acquiert la seconde moitié de Brunswick en 1970. À partir de cette date, Brunswick opère comme un label indépendant.

### Démêlés judiciaires
Nat Tarnopol est poursuivi pour avoir eu recours à la pratique de la payola. En 1978, la Cour d'appel rejette les charges et déclare la nullité du procès (mistrial). La réputation du label est néanmoins entachée. L'industrie musicale commente ses liens supposés avec la mafia. Lors du procès, Eugene Record des Chi-Lites témoigne avoir été agressé après avoir signé un nouveau contrat et demandé une avance. La procédure a entraîné le départ de Carl Davis et des artistes. Durant les années 1980, le label moribond vend des licences afin que d'autres firmes puissent commercialiser des rééditions de son catalogue. Nat Tarnopol s'établit à Las Vegas et meurt en 1987.